# Osiedle Żwirki (Piotrków Trybunalski)
Osiedle Żwirki – osiedle mieszkaniowe w Piotrkowie Trybunalskim, składające się z dwóch nowoczesnych bloków mieszkalnych należących do TBS-u. Pierwszy został wybudowany w 2005 roku, drugi rok później. Ulica Żwirki znajduje się w południowej części miasta.
Aktualnie przy ulicy Żwirki znajdują się takie obiekty jak stadion piłkarski Concordii Piotrków Trybunalski, hurtownia alkoholi, nowoczesny dom opieki społecznej, a także publiczne gimnazjum. Nazwa ulicy pochodzi od imienia wybitnego polskiego pilota Franciszka Żwirki.